# Сыропятское (железнодорожная станция)
Сыропя́тское — железнодорожная станция (населённый пункт) в Кормиловском районе Омской области России. Входит в состав Сыропятского сельского поселения.

## История
Основана в 1895 году. В 1928 году разъезд Сыропятский состоял из 16 хозяйств, основное население — русские. Находился в составе Сыропятского сельсовета Корниловского района Омского округа Сибирского края.

## Население
| 2010 |
| ---- |
| 168  |

## Улицы
- ул. Железнодорожная,
- ул. Телевышка,
- ул. Южная.